# Тахири, Саимир
Саимир Тахири (алб. Saimir Tahiri) — албанский политик, занимавший пост министра внутренних дел в правительстве Эди Рамы с 2013 по 2017 год.
В 2019 году он был приговорён к 5 годам лишения свободы (срок был сокращён до 3 лет и 4 месяцев в связи со снятием части обвинений). Он обвинялся в злоупотреблении служебным положением, а также в причастности к деятельности организованной преступности и в помощи своим двоюродным братьям в международной контрабанде наркотиков.

## Ранние годы и образование
Саимир Тахири родился в Тиране 30 октября 1979 года. Он получил степень магистра публичного права и бакалавра права на юридическом факультете Тиранского университета.
В 2008 году Тахири получил статус адвоката. С 2006 по 2008 год он преподавал на юридическом факультете и в ряде других высших учебных заведений, работая по совместительству.

## Политическая карьера
В 2009 году Тахири был избран членом албанского парламента от Тираны в качестве члена Социалистической партии. Он также занимал пост заместителя председателя парламентской группы. В 2011 году Тахири был избран председателем тиранского отделения Социалистической партии. С 2009 по 2013 год он являлся членом Комитета по правовым вопросам, государственному управлению и правам человека.

### Министр внутренних дел
15 сентября 2013 года он был назначен министром внутренних дел в 1-м правительстве Эди Рамы. В первые месяцы своего пребывания на этом посту, следуя указанию премьер-министра, Тахири отдавал приказы на полицейские рейды на Лязарат, уединённую деревню на юге Албании, известную промышленным выращиванием каннабиса. В ходе одного из рейдов полиция изъяла 71 тонну марихуаны.
В последующие годы ситуация с наркотиками и их торговлей в Албании стали ещё более серьёзной проблемой как для самой страны, так и для международного сообщества.
18 февраля албанская оппозиция начала акцию протеста, которая продолжалась 3 месяца. Одним из главных требований демонстрантов была отставка Саймира Тахири. 12 марта четыре государственных министра, в том числе Тахири, подали в отставку.

### Судебное преследование
16 октября 2017 года Финансовая гвардия Катании арестовала членов албанско-итальянской мафиозной группировки, в том числе 4 итальянцев и 3 албанцев. По данным итальянских обвинителей, за несколько лет эта преступная группа переправила более 3,5 тонн марихуаны и огнестрельного оружия, получая годовую выручку в 20 миллионов евро. Среди арестованных был Моиси Хабиляй, один из трёх братьев Хабиляев, прекрасно известных албанской общественности благодаря частым публичным обвинениям их в контрабанде наркотиков в Грецию и Италию. Хабиляи приходились двоюродными братьями Тахири, и оппозиция обвинила последнего в сотрудничестве с бандой Хабиляев, когда тот занимал пост министра внутренних дел.
В стенограммах итальянской полиции, которые прослушивали телефонные разговоры при расследовании дела Хабиляев, также упоминалось имя Тахири. Сразу после обнародования этих сведений прокуратура обратилась в парламент страны с просьбой дать зелёный свет аресту депутата и бывшего министра внутренних дел Саимира Тахири.
8 ноября парламент, где большинство составляли социалисты, отклонил этот запрос прокуратуры, хотя ещё до этого Тахири был исключен из парламентской группы Социалистической партии.
3 мая он отказался от своего депутатского статуса, а расследование его дела продолжалось в течение нескольких месяцев.
В сентябре 2019 года прокуратура потребовала для Саимира Тахири 12 лет заключения по обвинению в участии в преступной организации и международной торговле наркотиками.
19 сентября Суд по тяжким преступлениям приговорил Тахири к 5 годам тюремного заключения, который был сокращён до 3 лет и 4 месяцев в связи с со снятием части обвинений. Он был признан виновным в злоупотреблении служебным положением.
Однако Тахири не отбывал срок в тюрьме. Суд приговорил его к трём годам условно и запретил на это время занимать государственные должности.